# Miyuna
Miyuna (みゆな?, Miyuna; Prefettura di Miyazaki, 7 giugno 2002) è una cantautrice e cantante giapponese.
Ha firmato per l'etichetta discografica A.S.A.B, una filiale di Avex.

## Biografia
Fin da piccola ha conosciuto la musica rock, soul e pop. Da bambina ascoltava musica occidentale come Whitney Houston e Michael Jackson, che i suoi genitori ascoltavano in auto, e Hibari Misora, la preferita di sua nonna.
Nata con una voce naturalmente roca, non riusciva a cantare come tutti gli altri durante le lezioni di musica alle elementari. Per questo motivo, ha iniziato a studiare canto presso il club del coro e una scuola di musica locale.
Alle scuole medie si dedica all'atletica, che aveva affiancato al canto corale fin dalle elementari, ma si rompe l'anca. Durante la riabilitazione, partecipa a un'audizione di canto e arriva ai campionati nazionali, il che la spinge a intraprendere la carriera musicale. Sebbene non abbia vinto alcun premio, ha attirato l'attenzione di persone dell'industria musicale e ha iniziato a frequentare lezioni di canto e a esibirsi in eventi nei dintorni di Fukuoka.
Al terzo anno di scuola media ha iniziato a suonare la chitarra elettrica-acustica.
Era compagna di classe, alle scuole elementari, di Akari Takaishi e sono diventate la cantante e l'interprete di Himawari: Kenichi Legend 2 di Akiko Higashimura.

## Carriera
Nell'estate del 2018 ha iniziato seriamente le sue attività musicali, comprese le esibizioni dal vivo nelle strade locali, a Fukuoka e a Shimokitazawa, a Tokyo. Ha anche pubblicato tre demo delle proprie canzoni sulla piattaforma musicale indipendente giapponese Eggs nei mesi di agosto e settembre. Miyuna ha trovato il successo mainstream con i suoi primi due singoli, Gamushara (ガムシャラ?) e Tenjō Tenge (天上天下?), utilizzati come sigle di apertura e di chiusura dell'anime Black Clover. I due singoli hanno raggiunto il numero 1 nella classifica giornaliera e anche il numero 1 nella classifica settimanale per diverse settimane.
Nel febbraio 2019 pubblica il suo primo mini-album 眼 (Me,?, lett. Occhio), che raggiunge la 10ª posizione della Oricon Weekly Indie Album Ranking il 18 febbraio. Il 14 aprile pubblica il suo terzo singolo, Boku to Kimi no Lullaby (僕と君のララバイ?), che viene selezionato come sigla finale dell'anime Fairy Tail. È stato anche selezionato per Tower Recommend di febbraio di Tower Records, che presenta promettenti nuovi arrivati, e per Artists to Watch 2019 - Newcomers to Watch di YouTube. Il quarto singolo in distribuzione, Yurareru (ユラレル?), pubblicato il 24 luglio, è stato scelto come colonna sonora per il remake giapponese del film coreano Blind, uscito il 20 settembre. In estate si è esibita al Fuji Rock Festival '19. Il 18 settembre pubblica il secondo mini-album, Yurareru (ユラレル?), a novembre e inizia il primo tour da solista.
Il 28 agosto 2020 pubblica il terzo mini-album, reply.
Il 24 agosto 2022 pubblica il primo album, ガイダンス (Gaidansu?).

## Discografia

### Album
- 2022 - Gaidansu (ガイダンス?)

### Mini-Album
- 2019 - 眼 (Me,?, lett. Occhio)
- 2019 - Yurareru (ユラレル?)
- 2020 - reply

### Singoli
- 2018 - Gamushara (ガムシャラ?) (sigla di apertura di Black Clover)
- 2018 - Tenjō Tenge (天上天下?) (sigla di chiusura di Black Clover)
- 2019 - Boku to Kimi no Lullaby (僕と君のララバイ?) (sigla finale della 3ª stagione di Fairy Tail)
- 2019 - Yurareru (ユラレル?)
- 2019 - Color (sigla finale per il videogioco per PlayStation 4 SD Gundam G Generation Cross Rays)
- 2020 - my life
- 2020 - Soreiyu (ソレイユ?)
- 2020 - Ano Neko no Hanashi (あのねこの話?) feat. クボタカイ (Kubota Kai?)
- 2021 - Kamisama (神様?)
- 2021 - Kijutsu (奇術?)
- 2022 - Chōdai (頂戴?)
- 2022 - Kanku (甘苦?)
- 2022 - Himitsu (秘密?)
- 2022 - Soreiyu (ソレイユ?) feat. yonkey
- 2022 - Gyōshi (凝視?)
- 2022 - Ai aida na (愛愛だな?)
- 2023 - Yume demo (夢でも?)
- 2023 - my life (Sing for you ver.)
- 2023 - Emi tte (笑って?)
- 2023 - Oikakete (追いかけて?)

### Album Live
- 2023 - みゆな ONEMANLIVE 2023 -笑って- (Mi yuna ONEMANLIVE 2023 - Emi tte -?, Miyuna ONEMANLIVE 2023 -Smile-)

### Collaborazioni
- 2020 - Prism (プリズム?) (AmPm feat. miyuna) (Sigla di apertura dell'anime Fruits Basket 2ª stagione)
- 2023 - AMNJK (Tetsuya Hirahata feat. miyuna)

### Demo
- 2018 - Fuwa Fuwa (ふわふわ?)
- 2018 - Gamushara (ガムシャラ?)
- 2018 - Tenjou Tenge (天上天下?)
- 2018 - Zero-gatsu zero-nichi (0月0日?)
- 2019 - Kuchinashi no Kotoba (くちなしの言葉?)
- 2019 - Boku to Kimi no Lullaby (僕と君のララバイ?)
- 2019 - Ikinakya (生きなきゃ?)
- 2019 - Kan Biiru (缶ビール?)
- 2019 - Onegai (願い?)
- 2019 - Yurareru (ユラレル?)
- 2019 - Guruguru (グルグル?)
- 2019 - Yurareru (ユラレル?) (Studio Live)
- 2019 - Susume (進め?)